# Ebraismo e islam

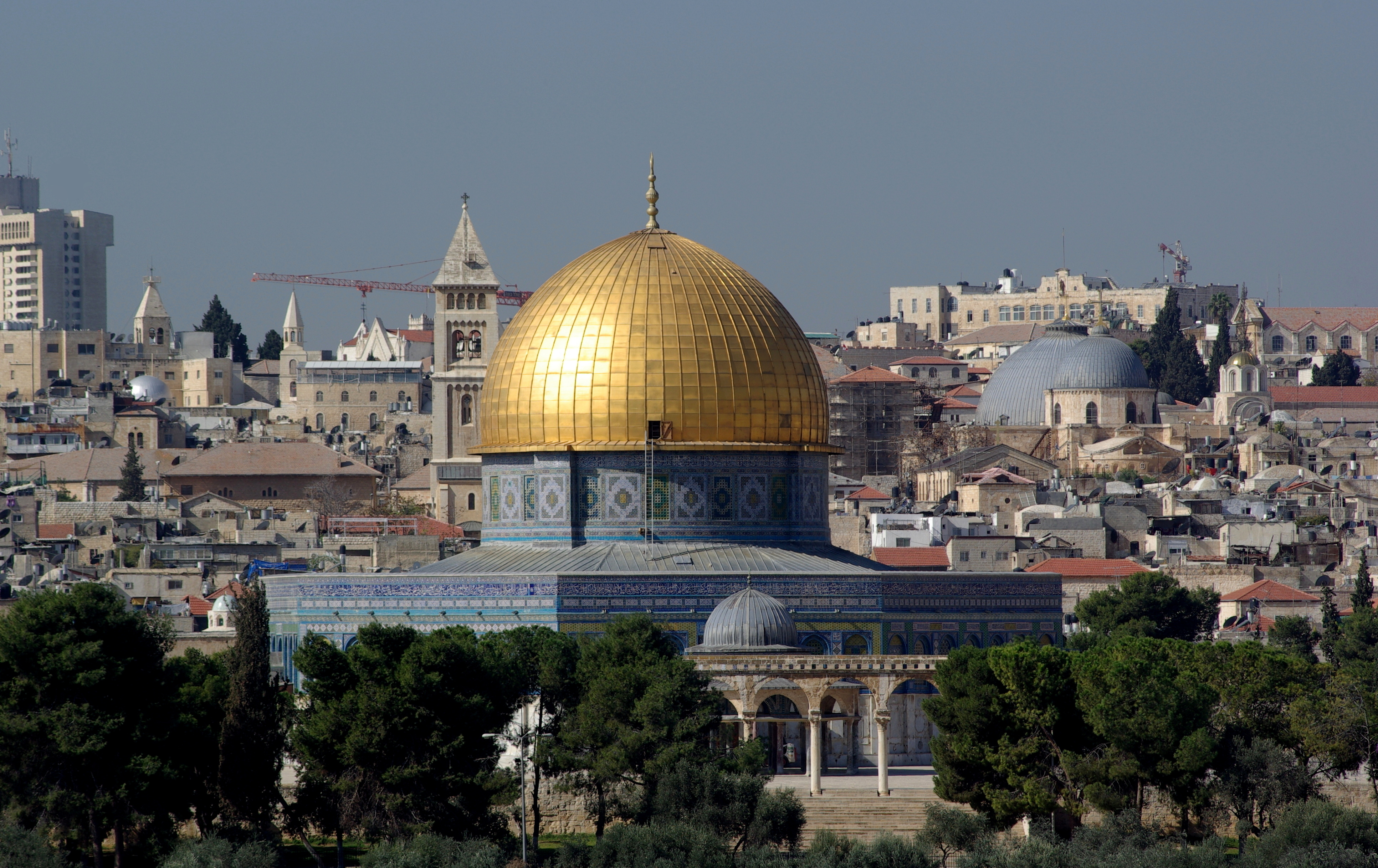
Gerusalemme, la prima Città Santa dell'Ebraismo e la terza Città Santa dell'Islam.

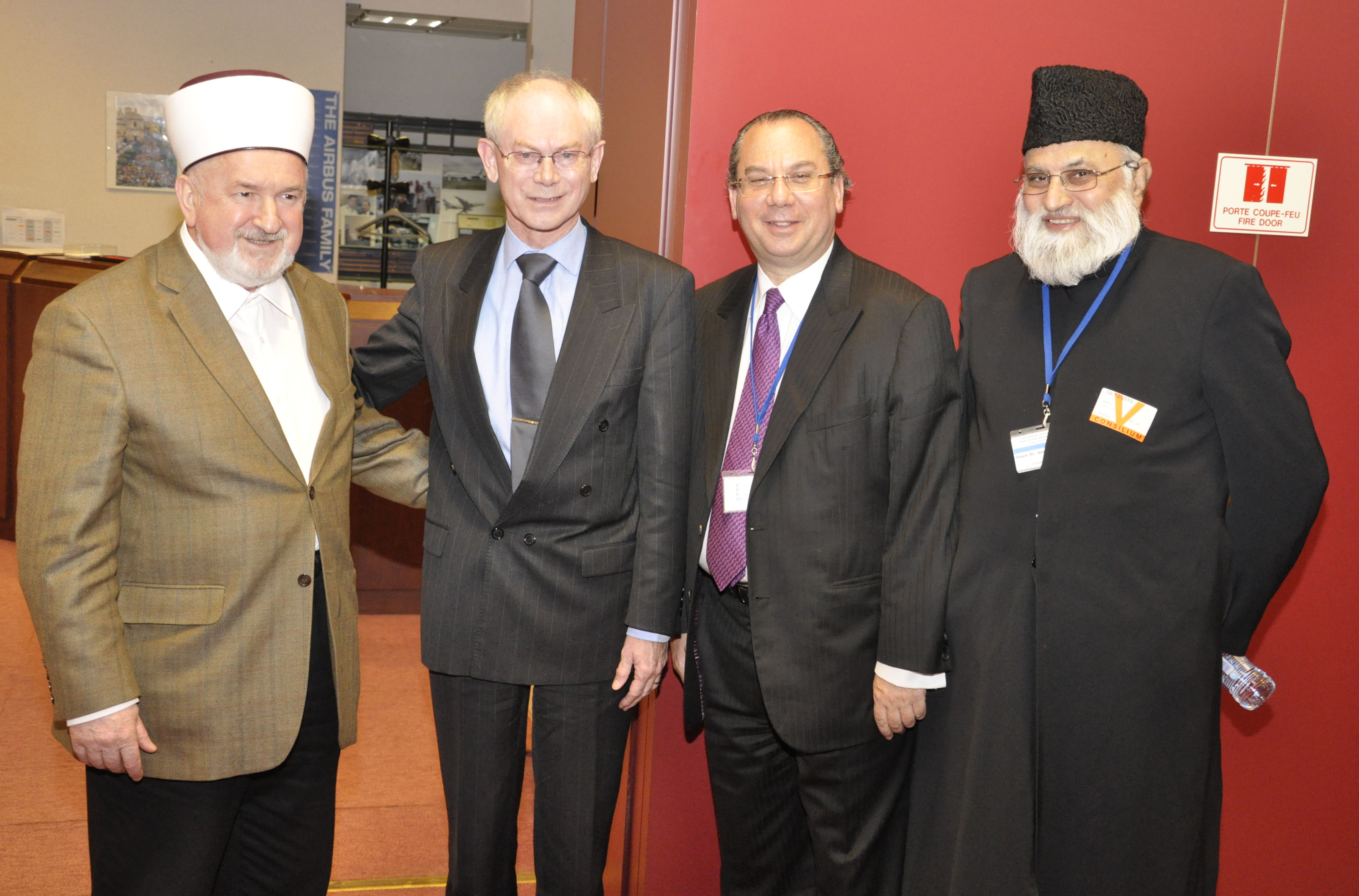
Il gran muftì della Bosnia-Erzegovina Mustafa Ceric, il presidente del Consiglio europeo Herman Van Rompuy, il rabbino Marc-Schneier e l'imam Abdujalil Sajid

Le relazioni tra ebraismo ed islam sono iniziate nel VII secolo dell'era volgare con il nascere e la diffusione dell'islam nella penisola araba.
Le due religioni condividono simili valori, principi e linee guida. L'islam incorpora anche la storia ebraica come parte della propria. I musulmani considerano i Figli di Israele quale importante concetto religioso dell'islam. Mosè, il profeta più importante dell'ebraismo, è considerato profeta anche dell'Islam. Mosè viene citato nel Corano più di qualsiasi altro personaggio e la sua vita è raccontata e dettagliata più di qualsiasi altro profeta. Ci sono circa 43 riferimenti agli israeliti nel Corano (escludendo i singoli profeti), e molti anche negli ḥadīth. Autorità rabbiniche successive e studiosi ebrei come Maimonide discutono la relazione tra legge islamica e legge ebraica. Maimonide stesso, si dice sia stato influenzato dal pensiero giuridico islamico.
Poiché islam ed ebraismo condividono origini comuni nel Medio Oriente tramite Abramo, entrambi sono considerate religioni abramitiche. Esistono molti aspetti comuni tra le due religioni: l'islam fu fortemente influenzato dell'ebraismo nella sua visione religiosa fondamentale, nella struttura, giurisprudenza e pratica. A causa di questa somiglianza, e anche per l'influenza della cultura e della filosofia musulmane sulla comunità ebraica nell'ambito del mondo islamico, c'è stata una notevole sovrapposizione fisica, teologica e politica, che continua ad esistere tra le due fedi da circa 1400 anni.

## Personaggi religiosi

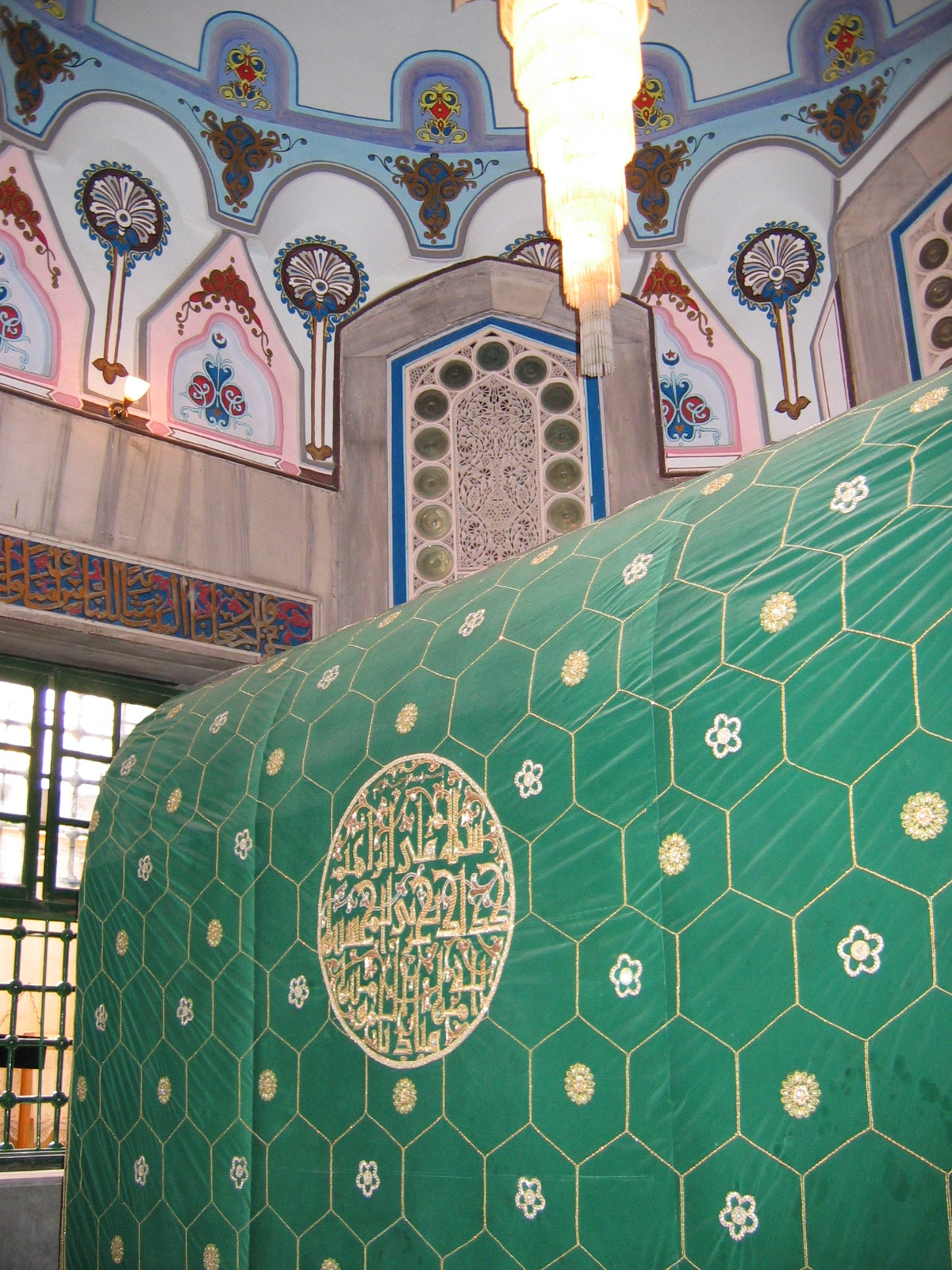
La grotta di Macpela, luogo di sepoltura di Abramo.

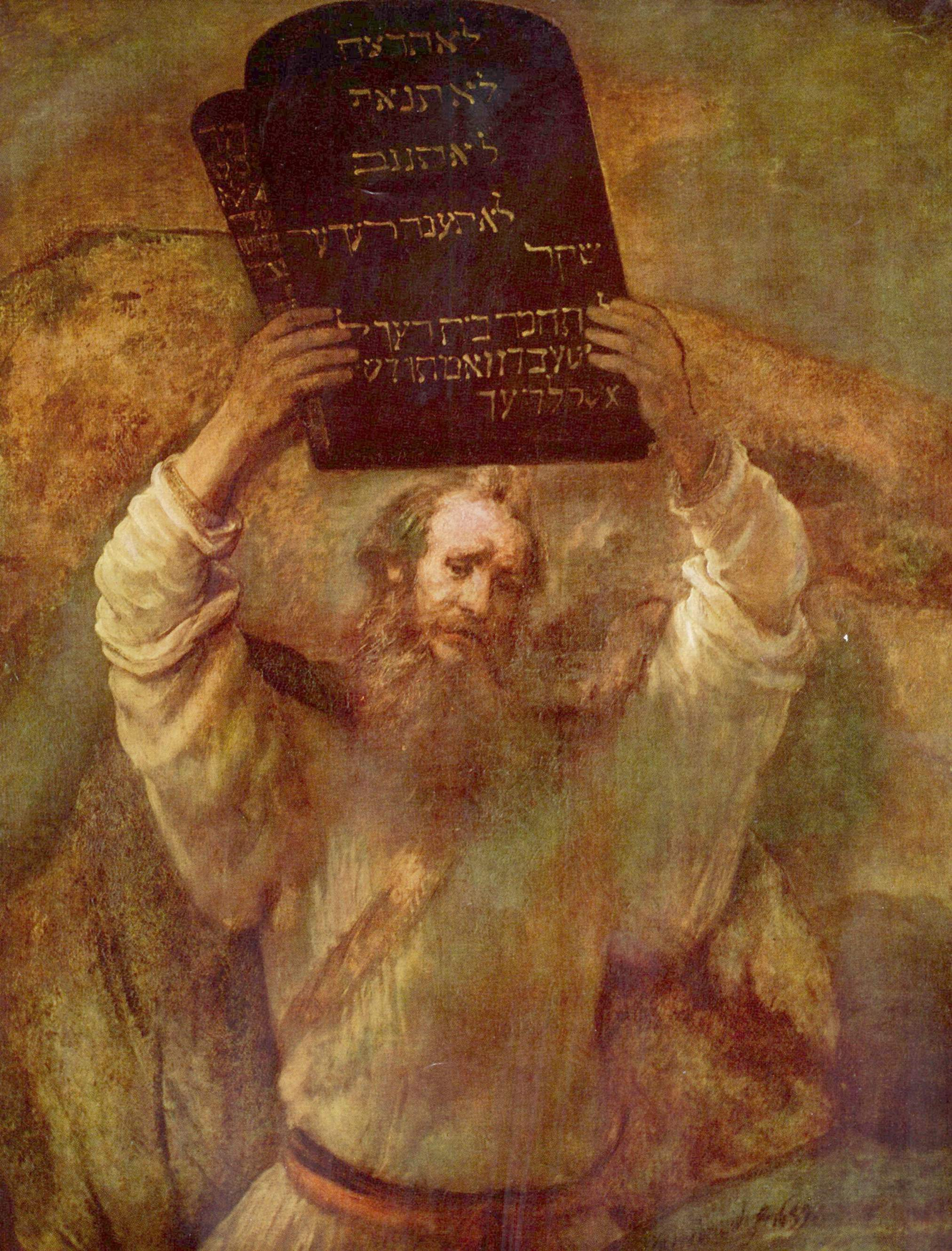
Mosè coi Dieci Comandamenti, di Rembrandt.

Gli ebrei ed i popoli arabi sono generalmente classificati come semitici, un concetto derivato da racconti biblici delle origini delle culture note agli antichi ebrei. Quelli più vicini a loro in cultura e lingua venivano solitamente considerati come discendenti dal loro antenato Sem, uno dei figli di Noè. I nemici erano spesso detti essere discendenti del nipote maledetto Canaan, nipote di Noè e figlio di Cam. Gli storici moderni confermano l'affinità degli antichi ebrei e arabi in base alle caratteristiche che di solito vengono trasmesse da genitori a figli, tipo i geni e le abitudini, e con il criterio più studiato di tutti: la lingua. Le somiglianze tra le lingue semitiche (compresi ebraico e arabo), e le loro differenze con quelle parlate da altri popoli adiacenti, confermano la comune origine di ebrei e arabi tra le altre nazioni semitiche.
Verso il XVI secolo a.C. il giudaismo si sviluppò come la prima religione monoteistica. Secondo la tradizione ebraica, la storia dell'ebraismo inizia con l'Alleanza tra Dio ed Abramo, che è considerato un ebreo (il primo "ebreo" sarebbe Eber, antenato di Abramo). La Bibbia ebraica occasionalmente si riferisce ai popoli Arvi (o varianti simili), tradotto con "arabo" od "arabico" con derivazione dalle pianure degli "Arava", gli abitanti della pianure appunto. Alcuni arabi della penisola araba sono considerati discendenti di Ismaele, il primo figlio di Abramo. Mentre l'opinione comune tra gli storici occidentali e certi arabi laici è che l'Islam si sia originato con le prime recitazioni del Corano di Maometto nel VII secolo d.C., l'opinione dell'Islam è che il Corano stesso asserisce che Adamo fu il primo musulmano (nel senso che egli credette in Dio e si sottomise ai Suoi comandi). L'Islam condivide con l'ebraismo anche molte altre caratteristiche (così anche col cristianesimo), tipo la credenza e riverenza per profeti comuni, come Mosè ed Abramo, che vengono riconosciuti da entrambe le fedi.

### Abramo
L'ebraismo e l'Islam sono note come "religioni abramitiche". La prima religione abramitica fu l'ebraismo come praticato nel deserto della penisola del Sinai dopo l'Esodo degli ebrei dall'Egitto e successivamente, quando gli ebrei entrarono nella terra di Canaan per conquistarla e stabilircisi. Il regno si divise poi in Regno di Israele e Regno di Giuda, prima dell'Esilio babilonese, all'inizio del primo millennio a.C. Il figlio primogenito di Abramo, Ismaele, è considerato dai musulmani come il Padre degli arabi. Il secondo figlio di Abramo, Isacco, è chiamato Padre degli ebrei. Nella tradizione islamica, Isacco è reputato l'avo di tutti gli Israeliti ed il figlio promesso di Abramo dalla moglie sterile Sarah. Negli ḥadīth, Muhammad dice che circa quarantamila profeti e messaggeri provennero dal seme di Abramo, la maggior parte di questi erano discendenti di Isacco e l'ultimo del lignaggio fu Gesù. Nella tradizione ebraica, Abramo viene chiamato Avraham Avinu o "nostro padre Abramo". Per i musulmani, è considerato un importante profeta dell'Islam e l'antenato di Maometto tramite Ismaele. Abramo è chiamato "amico di Dio" nell'Islam ed è considerato uno dei profeti dell'Islam insieme a Noè, Mosè, Gesù e Maometto ed altri.

### Maometto

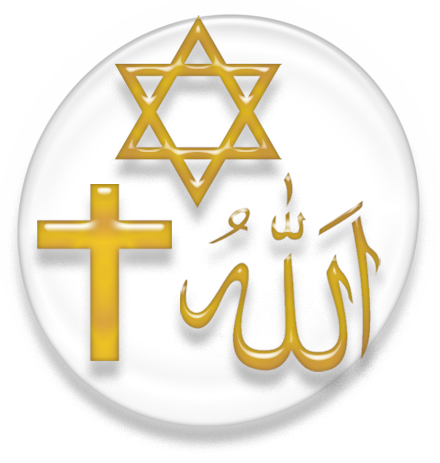
Simboli delle religioni abramitiche: l'ebraismo è rappresentato dalla Stella di David (in alto), il cristianesimo dalla Croce (sinistra) e l'Islam dalla calligrafia in arabo del nome di Dio (Allah) (destra)

Nel corso del suo proselitismo alla Mecca, Maometto inizialmente vide cristiani ed ebrei (entrambi considerati "Gente del Libro") come alleati naturali, condividendo i principi fondamentali del loro insegnamento e anticipando la loro accettazione e sostegno. Dieci anni dopo la sua prima rivelazione sul Monte Hira, una delegazione di dodici persone, appartenenti alle due tribù arabe di Medina, si impegnò a proteggere fisicamente Maometto, invitato come arbitro (ḥakam) a Medina per dirimere una grave controversia intertribale.
Tra le cose che Maometto fece per risolvere le recriminazioni di lunga data tra le tribù di Medina, fu la stesura di un documento noto come Costituzione di Medina. La comunità definita nella Costituzione aveva una prospettiva religiosa, ma era anche modellata da considerazioni pratiche e sostanzialmente conservava le forme giuridiche delle vecchie tribù arabe. Maometto adottò inoltre alcune caratteristiche del culto e tradizioni ebraici, come il digiuno nello Yom Kippur.
Molti medinesi si convertirono alla fede degli immigrati meccani (622-632), in particolare le tribù pagane e politeiste, ma gli ebrei se ne tenevano alla larga, con pochissimi conversi tra di loro. Gli ebrei respinsero la pretesa di Maometto come profeta, e affermarono inoltre che alcuni passi del Corano erano in contraddizione con la Torah. La loro opposizione era dovuta a ragioni sia politiche che religiose, siccome molti ebrei a Medina avevano stretti legami con Abd Allah ibn Ubayy, che era parziale verso gli ebrei e forse sarebbe stato il signore di Medina, se non fosse arrivato Maometto.
Lo storico Mark R. Cohen aggiunge che Maometto apparve "secoli dopo la fine della profezia biblica" e "espresse il suo messaggio in una verbosità estranea all'ebraismo, sia per forma sia per retorica." Maimonide, rinomato studioso ebreo, si riferiva ovviamente a Maometto come ad un falso profeta. Inoltre, Maimonide asseriva che la pretesa di Maometto di riconoscersi profeta era per sé stessa ciò che lo squalificava, perché contraddiceva la profezia di Mosè, la Torah e il Talmud. La sua argomentazione andava oltre, asserendo che anche l'affermazione che Maometto fosse analfabeta lo squalificava come profeta.
Nella Costituzione di Medina, agli ebrei veniva data uguaglianza al pari dei musulmani e dei pagani, in cambio di lealtà politica ed era permesso loro di osservare la propria cultura e religione. Tuttavia, man mano che Maometto incontrava opposizione da parte degli ebrei, i musulmani iniziavano ad adottare un'opinione più negativa degli ebrei. La violazione della Costituzione di Medina da parte degli ebrei, condusse infine alle battaglie di Badr e di Uḥud che si conclusero con la vittoria musulmana e l'esilio di Banu Qaynuqa e Banu Nadir, due delle tre tribù ebraiche di Medina.

### Altri profeti
Entrambe le fedi considerano molti personaggi come profeti, con delle eccezioni.
A differenza del Cristianesimo, entrambe le fedi insegnano che Eber, Giobbe e Giuseppe furono profeti. Tuttavia, secondo un saggio amora ebraico, tutta la storia attribuita a Giobbe è un'allegoria, e Giobbe stesso non è mai veramente esistito. Rashi, commentatore ebreo delle Sacre Scritture ebraiche, nel suo commentario a Genesi 10, cita un testo datato 160 d.C., che è anche menzionato nel Talmud, e dimostra che Eber fu un profeta.

## Gli ebrei nel Corano
Il Corano afferma che tutti gli ebrei e cristiani giusti avranno un posto vicino a Dio in Paradiso:
(Corano, Sūra 2 (Al-Baqara), āyāt 62)
(Corano, Sūra 3 (Al-Imran), āyāt 113-115)
(Corano, Sūra 3 (Al-Imran), āyāt 199)

## Aspetti comuni

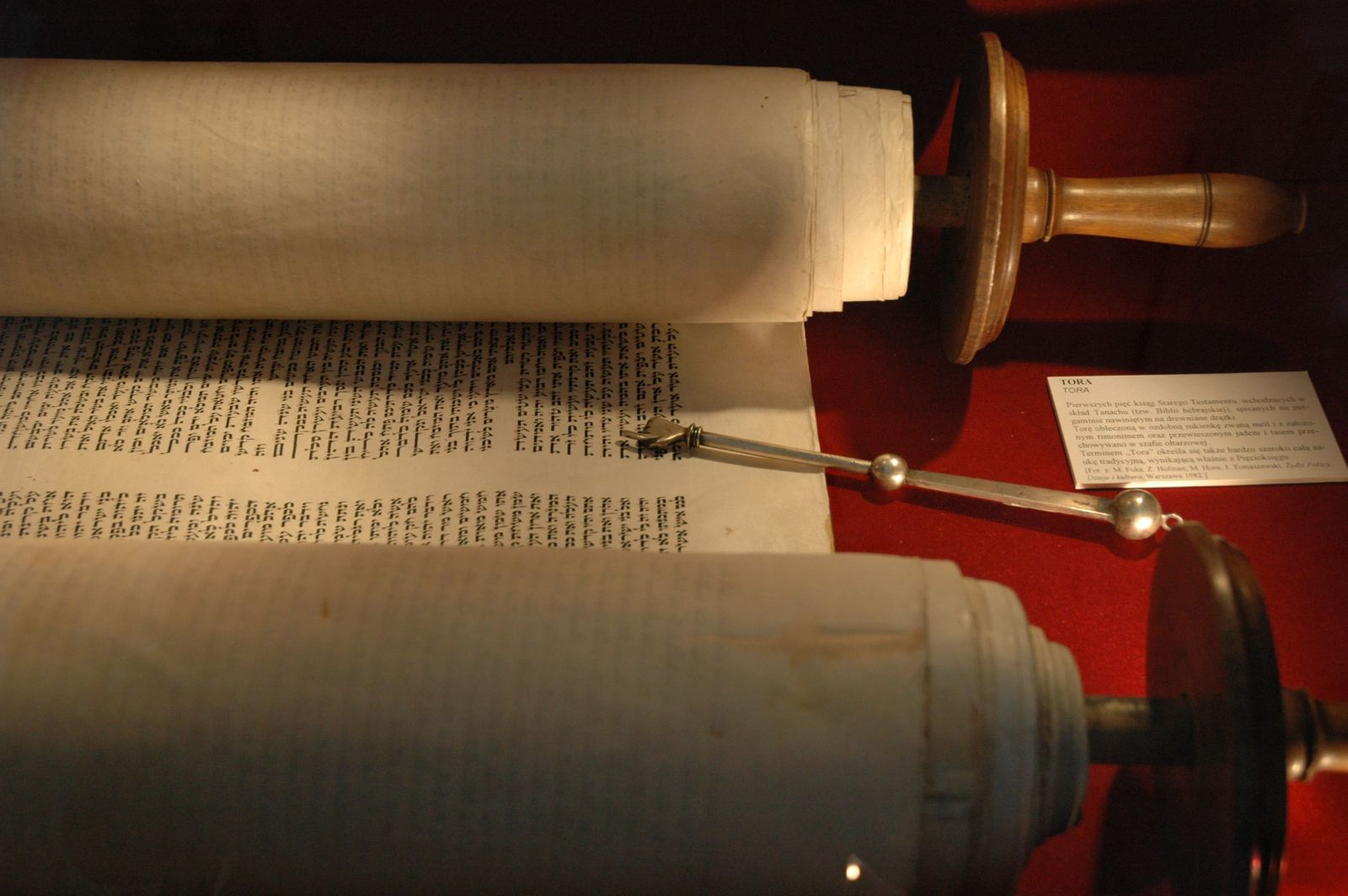
Rotoli della Torah aperti per uso liturgico in sinagoga.

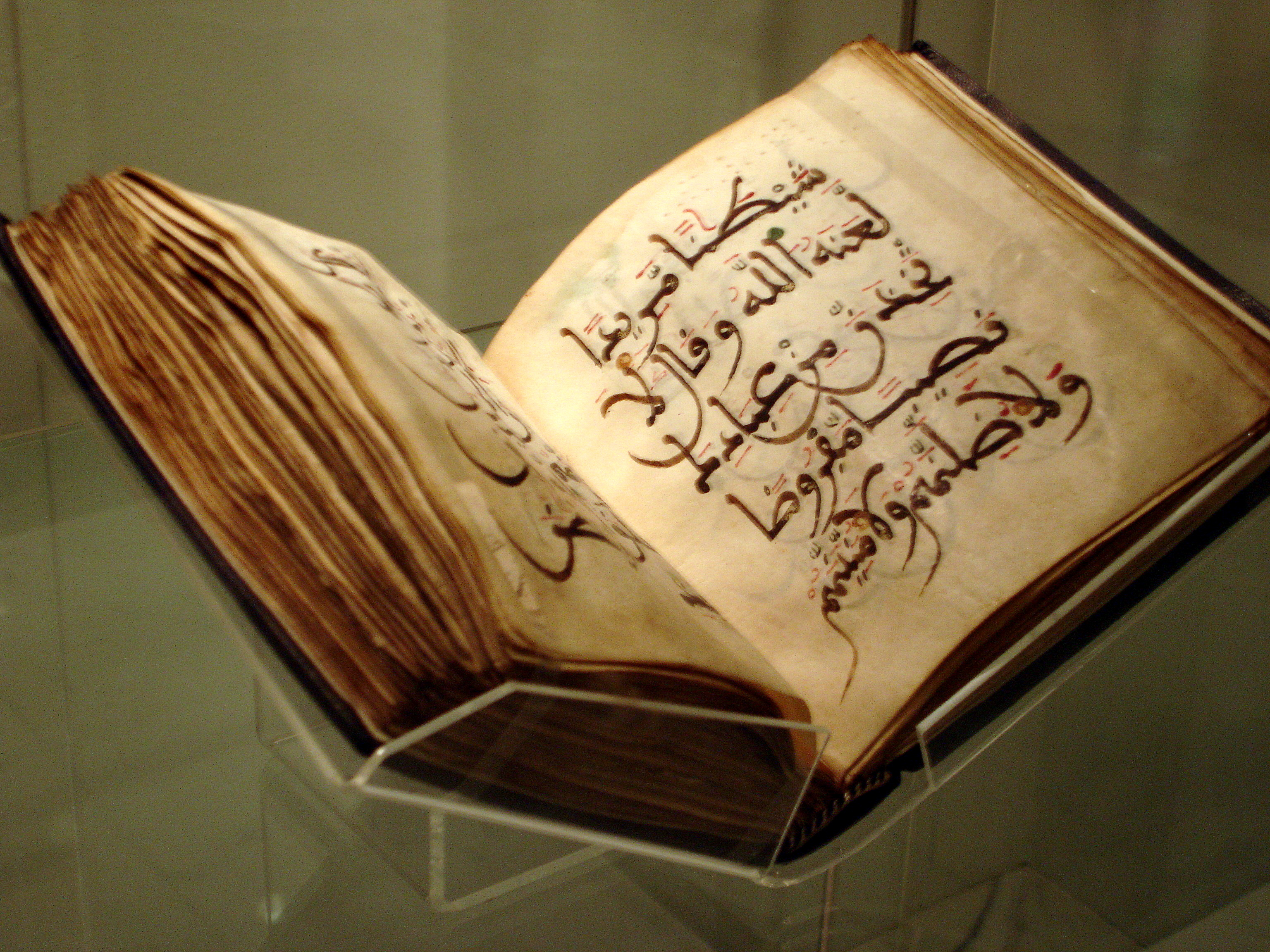
Corano dell'XI secolo proveniente dal Nord Africa, al British Museum.

Esistono molti aspetti comuni tra Islam ed ebraismo. Mentre l'Islam si sviluppava, diventava anche la principale religione più vicina all'ebraismo, essendo entrambe tradizioni strettamente monoteistiche che si originavano da una cultura semitica vicino-orientale. in contrapposizione al cristianesimo, che nasceva da un'interazione tra ellenismo e cultura ebraica, l'Islam era simile all'Ebraismo per le sue vedute religiose fondamentali, la sua struttura, giurisprudenza e pratica. Ci sono numerose tradizioni nell'Islam che sono generate da tradizioni della Bibbia ebraica o da tradizioni ebraiche postbibliche. tali pratiche vengono chiamate col nome Isrāʾīliyyāt.
Il Corano parla spesso dei Figli di Israele (Banū Isrāʾīl) e riconosce che gli ebrei (al-Yahūd) sono, per lignaggio, discendenti del profeta Abramo attraverso suo figlio Isacco e suo nipote Giacobbe. Furono scelti da Allah per una missione: "Con conoscenza di causa ne facemmo degli eletti tra creature." (Corano, Sūra al-Dukhān, āyāt 32) Allah fece aver loro molti profeti e diede loro ciò che non aveva dato a molti altri: "E (ricordate) quando Mosè disse al suo popolo: «O popol mio! Ricordate la grazia di Allah su di voi quando ha scelto tra voi i Profeti! E fece di voi dei re e vi diede quello che non aveva mai dato a nessun popolo al mondo.»" (Sūra al-Māʾida, āyāt 20) E inoltre li esaltò sopra tutte le altre nazioni della terra e concesse loro molti favori: "O Figli di Israele, ricordate i favori di cui vi ho colmati e di come vi ho favorito su (tutti) gli altri popoli del mondo." (Sūrat al-Baqara, āyāt 47) Furono scelti da Dio per una missione (44:32) e Dio li favorì con molti profeti e concesse loro ciò che non aveva dato a molti altri (5:20).

### Sacre Scritture
Islam ed ebraismo condividono l'idea delle Scritture rivelate. Nonostante differiscano sul testo preciso e le sue interpretazioni, la Torah ebraica e il Qurʾān islamico hanno in comune molta narrativa e anche molte ingiunzioni. Da ciò scaturisce che hanno molti altri concetti fondamentali, come la credenza nel Giorno del Giudizio. In base all'antichità delle rispettive religioni, la Torah è tradizionalmente in forma di scrollo, mentre il Corano è in forma di codex.
I musulmani di solito si riferiscono agli ebrei (e ai cristiani) come "Gente del Libro": gente che segue gli stessi insegnamenti generali relativi al culto del Dio Unico adorato da Abramo - cioè Allah. Il Corano fa distinzione tra la "Gente del Libro" (ebrei e cristiani), che devono esser tollerati anche se mantengono le rispettive fedi, e gli idolatri (politeisti) ai quali non viene concesso lo stesso grado di tolleranza (cfr. al-Baqara, 256). Alcune restrizioni per i musulmani vengono allentate, tipo quella degli uomini musulmani ai quali è permesso sposare una donna della "Gente del Libro" (Corano, 5:5), o di mangiare carne Kosher.

### Legge religiosa
Ebraismo e Islam sono i soli ad avere sistemi di legge religiosa basata sulla tradizione orale che può annullare le leggi scritte e che non fa distinzione tra la sfera sacra e quella profana. In Islam le leggi sono chiamate Shari'a, nell'ebraismo sono conosciute come Halakhah. Sia l'Ebraismo che l'Islam considerano lo studio della legge religiosa come una forma di culto e un fine in sé.

### Regole di condotta
La pratica comune più ovvia è la dichiarazione dell'unità assoluta di Dio, che i musulmani osservano nelle loro preghiere cinque volte al giorno (Ṣalāt), e che gli ebrei dichiarano almeno due volte (Shema Israel) oltre a pregare 3 volte al giorno. Le due fedi condividono anche le pratiche centrali del digiuno e dell'elemosina (chiamata zakāto ṣadaqa dai musulmani), insieme alle leggi alimentari e altri aspetti della purezza rituale.
In base alle severe leggi alimentari, il cibo legittimo è chiamato Kosher nel Giudaismo e Ḥalāl nell'Islam. Entrambe le religioni vietano il consumo di carne di maiale. Le proibizioni ḥalāl sono simili ad alcune suddivisioni delle leggi alimentari del Kasherut, cosicché che tutti i cibi kosher sono considerati ḥalāl, mentre non tutti gli alimenti ḥalāl sono kosher. Le leggi Ḥalāl, per esempio, non proibiscono la miscelazione di latte e carne o il consumo di frutti di mare nel Sunnismo (mentre il divieto è previsto nello Sciismo), ognuno dei quali sono vietati dalle leggi kosher.
Tanto l'Islam quanto l'Ebraismo tradizionale vietano l'omosessualità e proibiscono relazioni sessuali fuori del matrimonio, e richiedono l'astinenza durante le mestruazioni della moglie. Entrambe le religioni praticano la circoncisione per i maschi.

### Altre somiglianze
Sia l'Islam sia l'Ebraismo considerano la dottrina cristiana della Trinità e la convinzione che Gesù sia Dio come esplicitamente contraddittori del monoteismo. Idolatria, adorare immagini, sono vietate in entrambe le religioni. Entrambe credono in angeli e diavoli (in ebraico Sahtahn, in arabo al-Shayṭān - tuttavia, molti ebrei non considerano angeli e demòni letteralmente come esseri, come invece afferma Rabbi Moshe ben Maimon) e molti angeli hanno nomi e ruoli simili in entrambe le religioni. Nessuna delle due fedi accetta il concetto di peccato originale. Si sono già citate le somiglianze narrative tra i testi ebraici e i ḥadīth.
Esiste un piccolo osso nello scheletro del corpo, alla base della colonna vertebrale, chiamato Luz (noto, secondo le diverse tradizioni, sia come coccige sia come settima vertebra cervicale) dal quale il corpo verrà ricostruito al momento della risurrezione, secondo i musulmani e gli ebrei che condividono la convinzione che questo osso non si decomponga. I libri musulmani si riferiscono a quest'osso col nome "ʿAjbu al-Dhanab" (عَجْبُ الذَّنَب). Rabbi Joshua ben Hananiah rispose all'imperatore Adriano, che gli chiedeva come l'uomo risorgesse nel Mondo a Venire, «Dal Luz, nella spina dorsale».

## Interazione tra pensiero ebraico e islamico

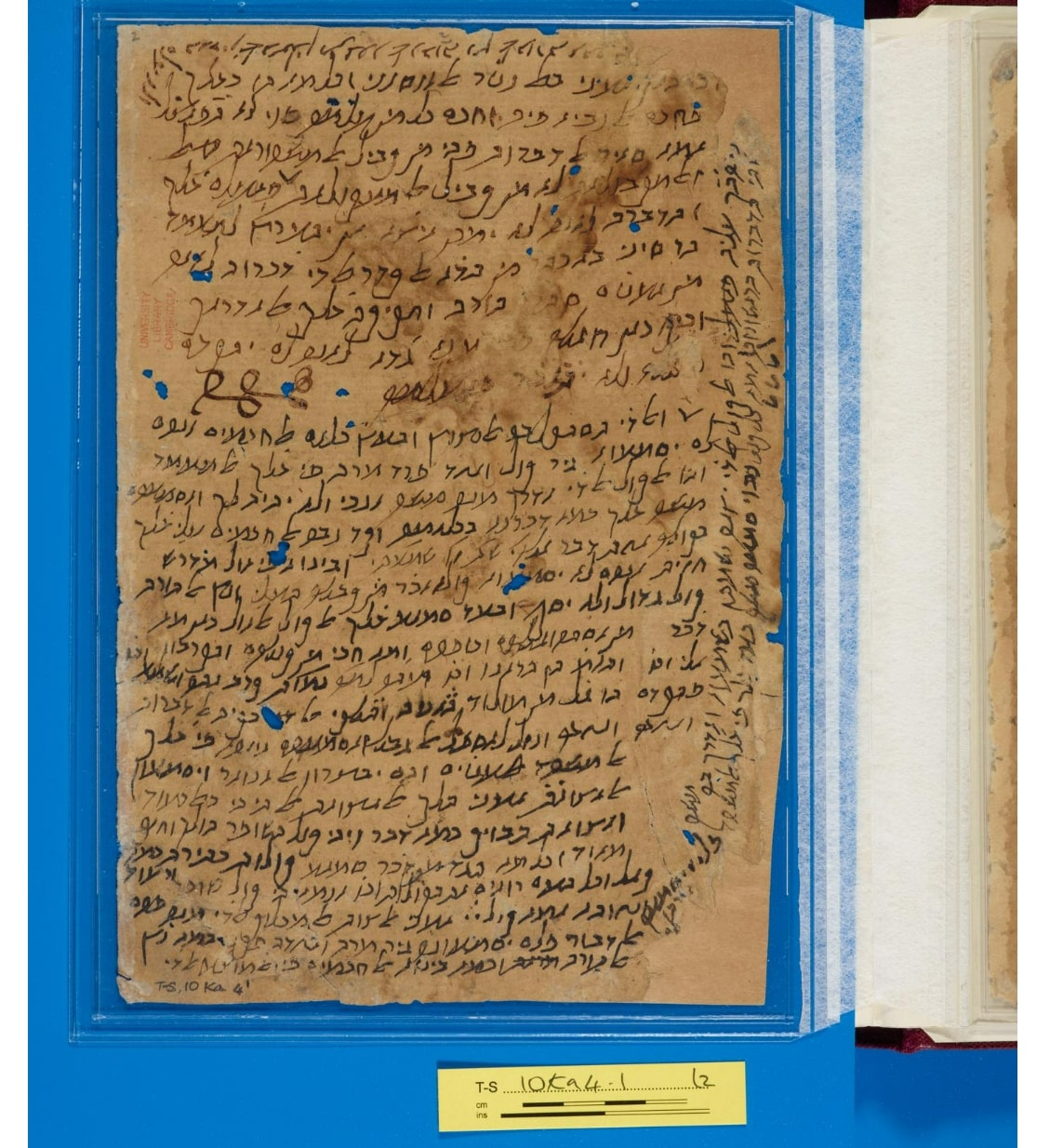
Manoscritto in arabo scritto nell'alfabeto ebraico da Maimonide (XII secolo).

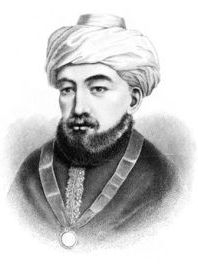
Maimonide (XII secolo), uno dei grandi studiosi ebraici di al-Andalus.

C'è stato parecchio diffusionismo intellettuale tra filosofi razionalisti musulmani ed ebrei nell'era medievale, specialmente nella Spagna musulmana.

### Saadia Gaon
Uno dei primi e più importanti filosofi ebrei influenzati dalla filosofia islamica è Rav Saadia Gaon (892–942). Il suo magnum opus è l'Emunoth ve-Deoth (Libro delle credenze e delle opinioni). In tale libro Saadia tratta delle questioni che interessavano profondamente i Mutakallimūn — come per esempio la creazione della materia, l'unità di Dio, gli attributi divini, l'anima — e critica aspramente i filosofi.
Il XII secolo vide l'apoteosi della filosofia pura. Tale esaltazione fu in gran parte dovuta ad al-Ghazali (1058–1111) tra gli Arabi e a Judah ha-Levi (1140) tra gli ebrei. Come al-Ghazali, anche Judah ha-Levi cercò di liberare la religione dalle catene della filosofia speculativa e a tale scopo scrisse il Kuzari, dove tentò di screditare tutte le scuole di filosofia allo stesso modo.

### Maimonide
Maimonide cercò di armonizzare la filosofia di Aristotele con l'ebraismo, e a tale fine compose l'opera Dalālat al-Ḥayrin (La guida dei perplessi) — meglio nota col suo titolo in ebraico, Moreh Nevukhim — che rappresentò per molti secoli un tema di discussione e commento per molti pensatori ebrei. In questo libro, Maimonide considera la Creazione, l'unità di Dio, gli attributi divini, l'anima, ecc., e li tratta secondo le teorie di Aristotele fino al punto che queste non abbiano a contrastare la religione. Per esempio, mentre accetta gli insegnamenti aristotelici sulla materia e la forma, si pronuncia contro l'eternità della materia. Né accetta la teoria di Aristotele che Dio possa aver conoscenza solo dell'universale e non del particolare. Se non ha conoscenza del particolare, sarebbe soggetto a continuo cambiamento. Maimonide asserisce: "Dio percepisce gli eventi futuri prima che accadano, e questa percezione non Gli manca mai. Pertanto non ci sono nuove idee che Gli si presentino. Egli sa che un individuo tal dei tali non esiste ancora, ma che nascerà in un dato momento, esisterà fino ad un dato momento e poi tornerà all'inesistenza. Quando poi questo individuo viene ad essere, Dio non impara nulla di nuovo; non è accaduto nulla che egli già non sapesse, perché Egli sapeva di questo individuo prima della sua nascita e come è ora." (Moreh, i.20). Mentre cercava così di evitare le conseguenze fastidiose che certe teorie aristoteliche avrebbero comportato nella religione, Maimonide non poteva però sfuggire del tutto coloro che erano coinvolti con l'idea di Aristotele sull'unità delle anime, e qui si pose a confronto con gli attacchi degli ebrei ortodossi.
Anche la filosofia araba trovò un seguito tra gli ebrei, ai quali appartiene l'onore di averla trasmessa al mondo cristiano. Una serie di eminenti rabbini - come Samuel ben Judah ibn Tibbon (e gli altri della sua dinastia), Narboni e Gersonide - si unirono nella comune impresa di tradurre i testi filosofici arabi in ebraico e di commentarli. Le opere di Ibn Rushd in particolare divennero l'oggetto del loro studio, dovuto in gran parte a Maimonide che, in una lettera indirizzata al suo allievo Joseph ben Judah, parlò molto favorevolmente del commentario di Ibn Rushd.
In una risposta, Maimonide discute la relazione tra ebraismo e Islam:

### Influenze sull'esegesi
Il commentario di Saadia Gaon sulla Bibbia porta il sigillo del Mutazilismo, e il suo autore, sebbene non ammetta nessun attributo positivo di Dio eccetto quelli dell'essenza, cerca di interpretare i passi biblici in tal modo da eliminare qualsiasi riferimento all'antropomorfismo. Il commentatore ebraico Abraham ibn ‛Ezra spiega il resoconto biblico della creazione e altri passi biblici in senso filosofico. Anche Nahmanide (Rabbi Moshe ben Nahman Girondi) e altri commentatori, mostrano l'influenza delle idee filosofiche correnti nelle loro rispettive epoche. Questa ispirazione salutare, che durò per cinque secoli consecutivi, cedette poi il posto a quella altra influenza che veniva dalle trascurate profondità del misticismo ebraico e neoplatonico, e che prese il nome di Cabala. Anche il commentario islamico del Corano, chiamato Tafsīr, ricorre molto alle fonti ebraiche, che vengono chiamate col termine complessivo di Isrāʾīliyyāt.

### Storia
- Al-Andalus
- Storia dell'Islam
- Storia degli ebrei e Ebraismo
- Profeti dell'Islam
- Popolo ebraico, Abramo, Mosè, Maimonide
- Maometto, ʿAlī ibn Abī Ṭālib, Abū Bakr

### Cultura
- Denominazioni islamiche
- Sefarditi
- Ashkenaziti
- Musulmani
- Arabi
- Popoli semiti
- Ahl al-Kitab
- Filosofia ebraica
- Filosofia islamica
- ʿulamāʾ e Rabbino

### Problematiche
- Conflitti arabo-israeliani
- Antisemitismo
- Antislamismo
- Islamofobia
- Sionismo
- Negazionismo dell'Olocausto
- Razzismo
- Vertice di Camp David
- Arabizzazione
- Dialogo interreligioso

### Religioni comparate
- Religione
- Cristianesimo ed Ebraismo
- Cristianesimo e Islam
- Rapporto tra Cristianesimo e Islam
- Religioni abramitiche
- ḥadīth e Talmud
- Personaggi presenti nella Bibbia e nel Corano